# ماتياس هولست
ماتياس هولست (بالألمانية: Matthias Holst)‏ هو لاعب كرة قدم ألماني، ولد في 19 يونيو 1982 في هوسوم في ألمانيا. لعب مع بادربورن 07 ونادي هامبورغ وهانزا روستوك.

## وصلات خارجية
- ماتياس هولست على موقع قاعدة بيانات كرة القدم.إي يو (الإنجليزية)
- ماتياس هولست على موقع بيانات كرة القدم. دي إي (الألمانية)
- ماتياس هولست على موقع Soccerway.com (الإنجليزية)
- ماتياس هولست على موقع عالم كرة القدم.نت (الإنجليزية)